# Federico Elduayen
Federico Martín Elduayen Saldaña (Fray Bentos, 25 de juny de 1977) és un futbolista internacional uruguaià que juga en la posició de porter al CD Unión Española de Xile. El seu sobrenom és Vikingo (Viking).
Elduayen va començar a jugar al Club Atlético Peñarol de Montevideo. El seu debut professional va tenir lloc el 1999 a la Copa Mercosur, defensant el CA Peñarol contra el Vasco da Gama del Brasil. Va participar en sis edicions de la Copa Libertadores amb el Peñarol entre els anys 2000 i 2005. Elduayen va ser el porter titular d'aquest club fins al 2005, quan va marxar a Xile per jugar amb la U. de Concepción. Des del 2005, Elduayen juga a la lliga xilena.